# Brocken-Erklärung

Richtzeichen 386.3-50: Erinnerungstafel gemäß „Brocken-Erklärung“

Die Brocken-Erklärung ist eine am 18. April 2007 auf dem Brocken unterzeichnete Absichtserklärung. Ziel der Erklärung ist die Aufstellung von Erinnerungstafeln an Straßen, die die ehemalige innerdeutsche Grenze bzw. den Verlauf der Berliner Mauer überqueren und im Zuge der Grenzöffnung 1989/90 wiedereröffnet wurden. Sie benennen Tag und Uhrzeit der Grenzöffnung am jeweiligen Ort.

## Erklärung und Umsetzung
Die Erklärung ist ein Geschichtsprojekt der Verkehrsministerkonferenz anlässlich des 20. Jahrestages der Grenzöffnung. Sie  wurde anlässlich der Frühjahrstagung  vom 18./19. April 2007 in Wernigerode bei einem Besuch auf dem Gipfel des Brockens unterzeichnet. Unterzeichner sind der damalige Bundesverkehrsminister Wolfgang Tiefensee sowie die Verkehrsminister der an der ehemaligen innerdeutschen Grenze gelegenen Länder: Berlin (Ingeborg Junge-Reyer), Bayern (Günther Beckstein), Brandenburg (Reinhold Dellmann), Hessen (Alois Rhiel), Mecklenburg-Vorpommern (Otto Ebnet), Niedersachsen (Walter Hirche), Sachsen (Thomas Jurk), Sachsen-Anhalt (Karl-Heinz Daehre), Schleswig-Holstein (Dietrich Austermann), Thüringen (Andreas Trautvetter).
Die Daten der Grenzöffnung wurden von den zuständigen Straßenbauverwaltungen in den Archiven der Regionalpresse recherchiert und im Einvernehmen mit den Kommunalverwaltungen beiderseits des Aufstellungsortes auf die Gedenktafeln übertragen. Die Auflistung ist sowohl im Nationalpark-Besucherzentrum Brockenhaus auf dem Brocken als auch in der Begleitbroschüre zum Geschichtsprojekt dokumentiert.
Zur Gestaltung der Erinnerungstafeln wurde ein Designwettbewerb ausgerufen. Der Siegerentwurf vom Büro für Gestaltung Wandler & Abele aus München orientiert sich in seiner farblichen und typografischen Gestaltung an den touristischen Unterrichtungstafeln an deutschen Autobahnen. Die Erinnerungstafeln gemäß „Brocken-Erklärung“ sind als Unterkategorie dieser Zeichen offiziell Teil der Bildtafel der Verkehrszeichen in Deutschland.
Die erste Tafel wurde am 2. Oktober 2008 am Grenzdenkmal Hötensleben eingeweiht.

## Standorte der Erinnerungstafeln
Die 109 Aufstellungsorte sind nach heutigen Landesgrenzen wie folgt verteilt:
| Grenze zwischen                               | Standorte |
| --------------------------------------------- | --------- |
| Schleswig-Holstein und Mecklenburg-Vorpommern | 4         |
| Niedersachsen und Amt Neuhaus                 | 2         |
| Niedersachsen und Brandenburg                 | 2         |
| Niedersachsen und Sachsen-Anhalt              | 41        |
| Niedersachsen und Thüringen                   | 11        |
| Hessen und Thüringen                          | 23        |
| Bayern und Thüringen                          | 15        |
| Bayern und Sachsen                            | 2         |
| Berlin und Brandenburg                        | 9         |

## Beispiele

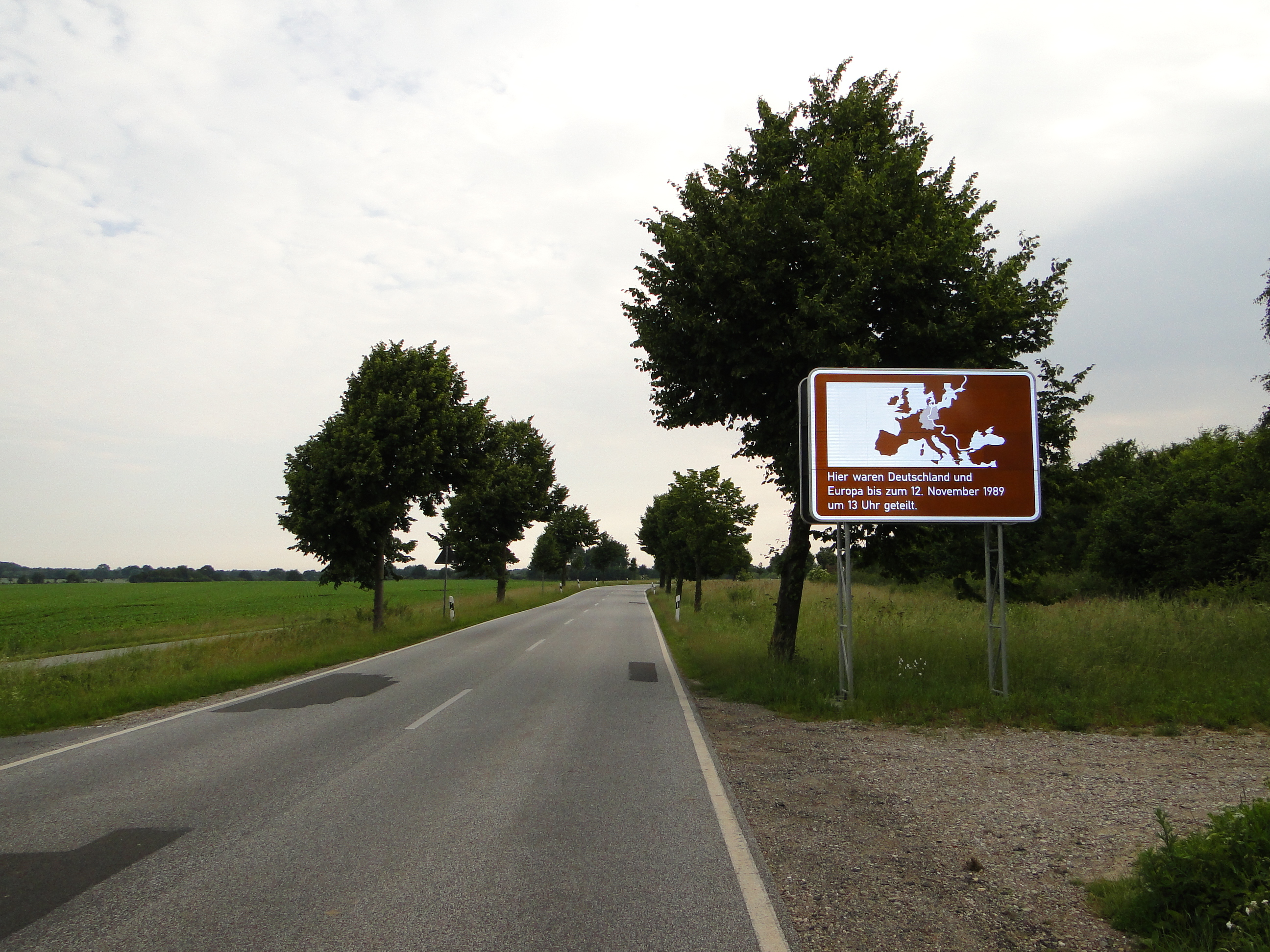
B 208 zwischen Mustin (Schleswig-Holstein) und Dechow (Mecklenburg-Vorpommern)
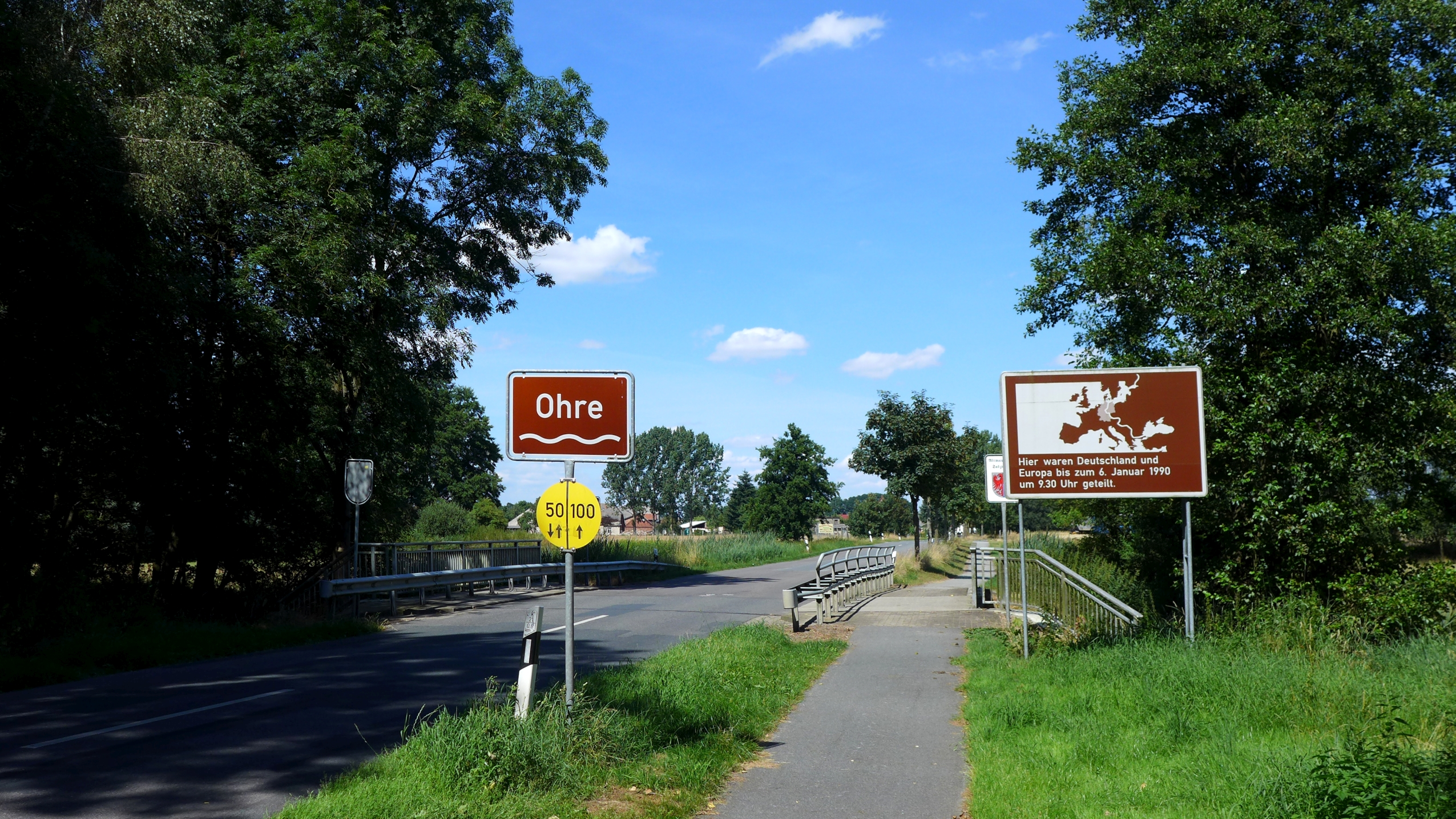
An der Ohre zwischen Zasenbeck (Niedersachsen) und Hanum (Sachsen-Anhalt)
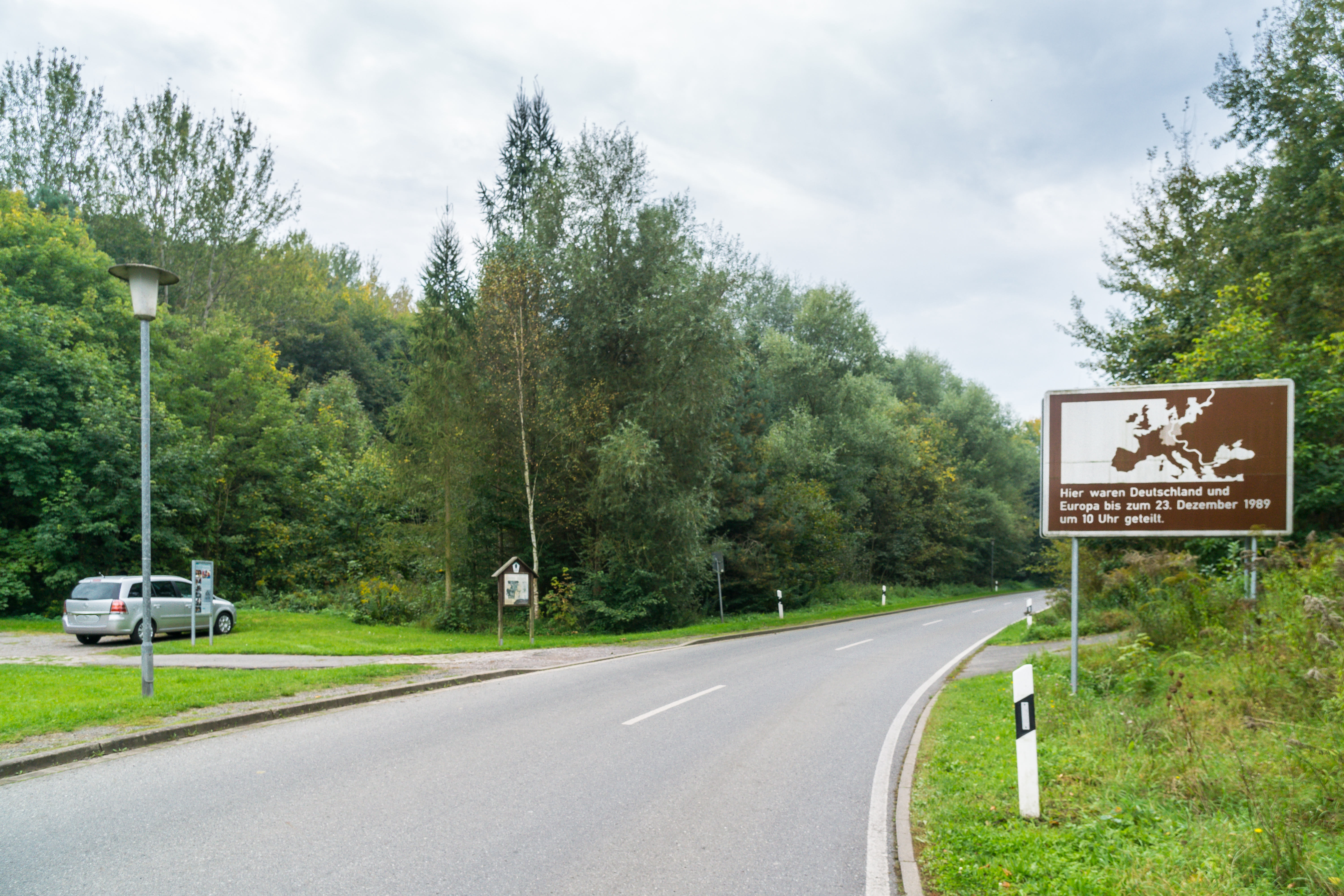
Zwischen Bad Helmstedt (Niedersachsen) und Beendorf (Sachsen-Anhalt)
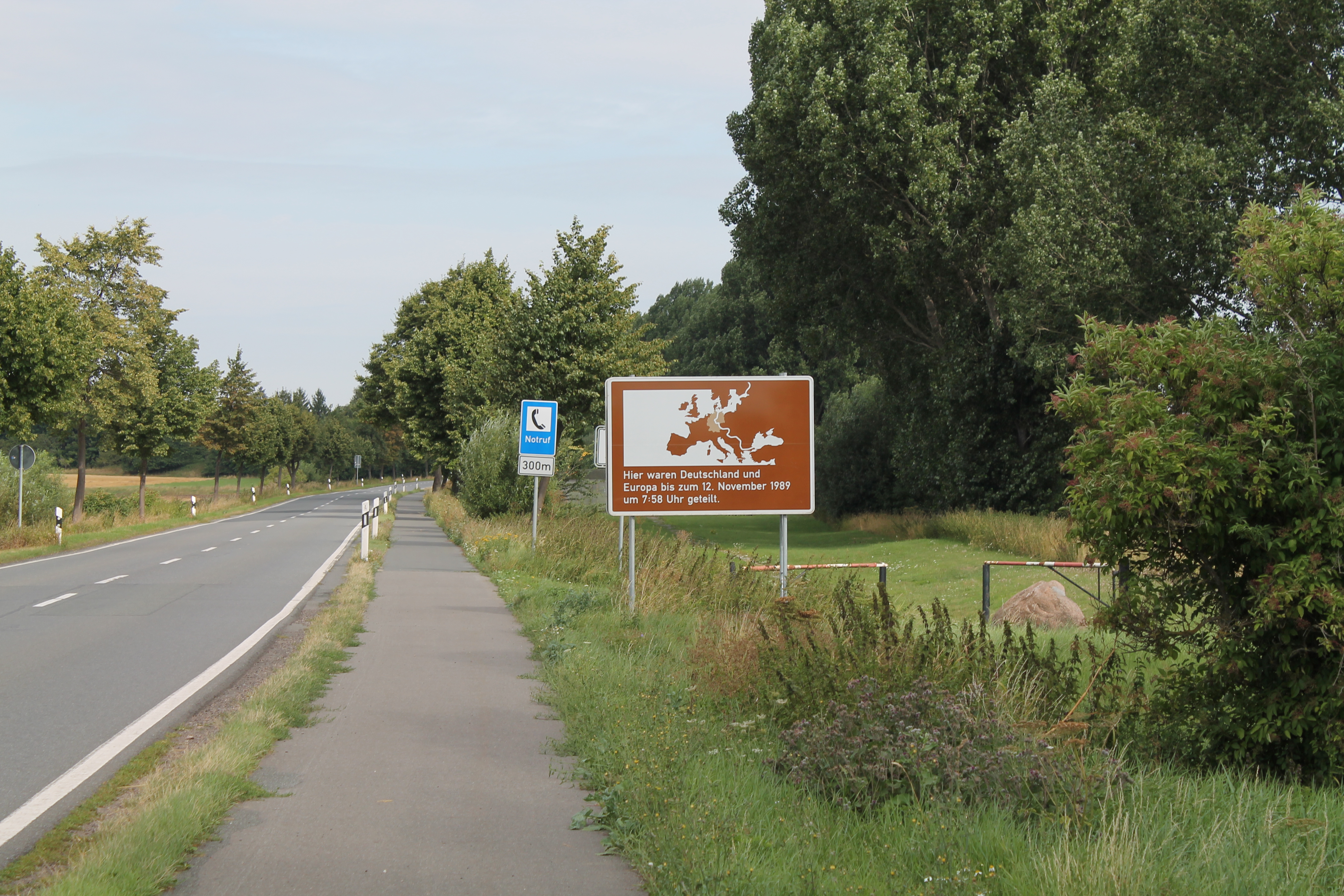
B 79 zwischen Mattierzoll (Niedersachsen) und Hessen (Sachsen-Anhalt)
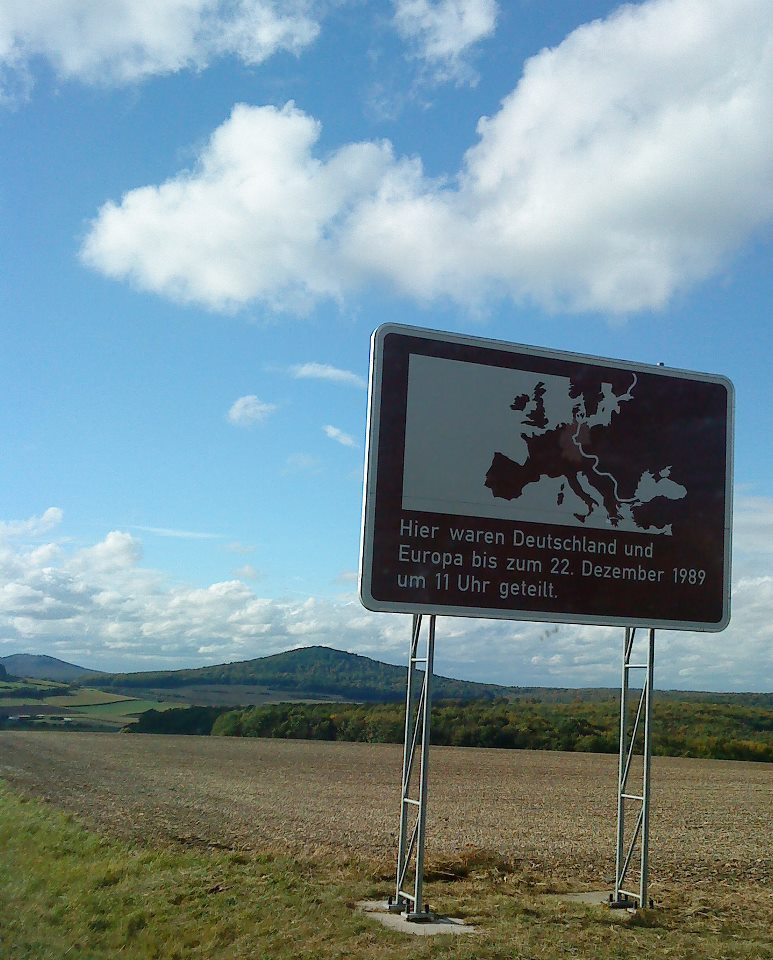
Zwischen Rasdorf (Hessen) und Geisa (Thüringen)
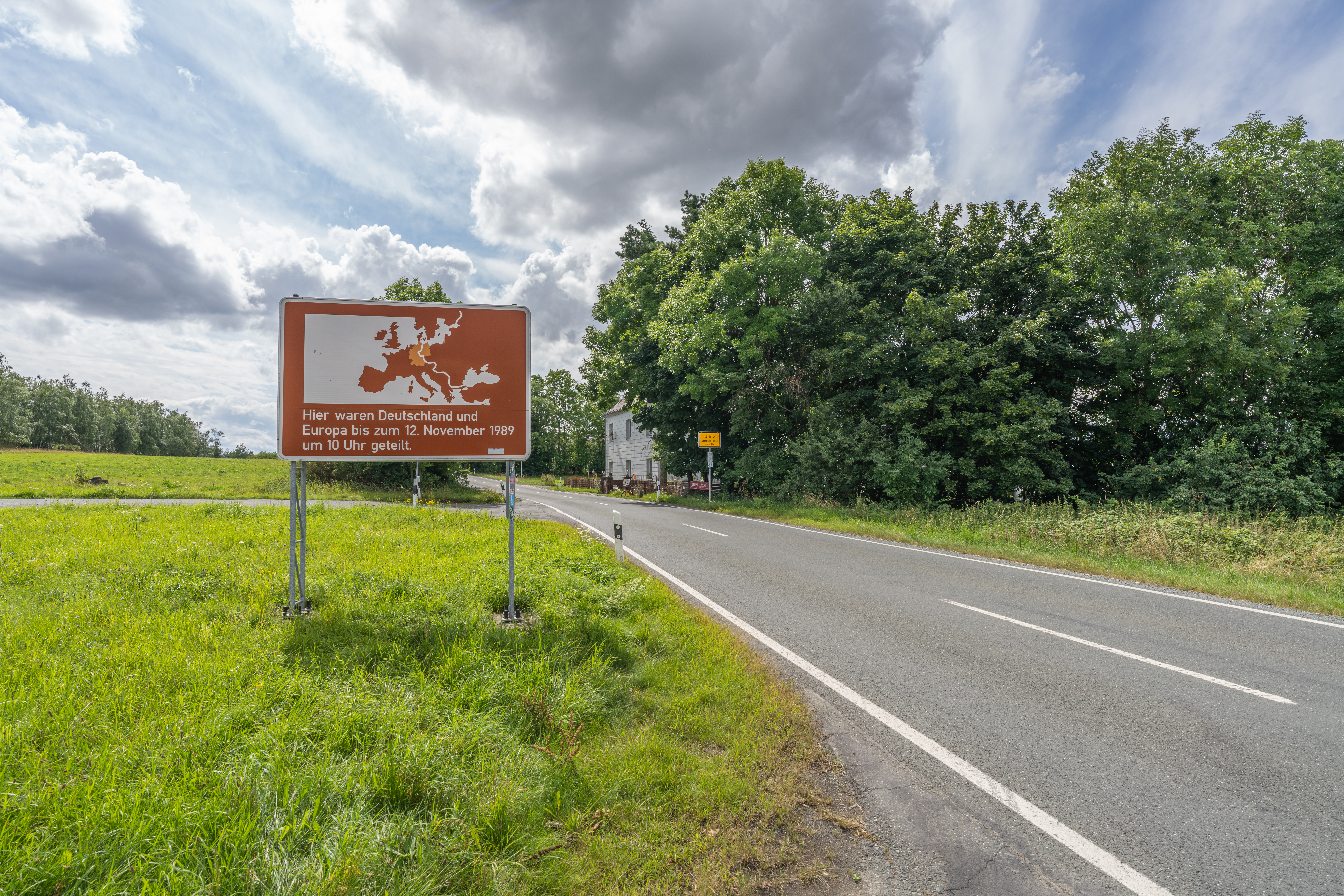
B 173 zwischen Ullitz (Bayern) und Wiedersberg (Sachsen)